# Rissoina
Rissoina is een geslacht van weekdieren uit de klasse van de Gastropoda (slakken).

## Soorten
- Rissoina achatina Odhner, 1924
- Rissoina achatinoides Powell, 1937
- Rissoina acutaeformis Schauroth, 1865 †
- Rissoina adamsi Bartsch, 1915
- Rissoina agathostoma Cossmann, 1919 †
- Rissoina ailinana Ladd, 1966 †
- Rissoina alabamensis Aldrich, 1895 †
- Rissoina albanyana W. H. Turton, 1932
- Rissoina albaresensis Pacaud, 2019 †
- Rissoina albertensis Landes in Russell & Landes, 1940 †
- Rissoina alfredi E. A. Smith, 1904
- Rissoina altenai Beets, 1942 †
- Rissoina ambigua (Gould, 1849)
- Rissoina ancliffensis Cox & Arkell, 1950 †
- Rissoina andamanica Weinkauff, 1881
- Rissoina angasii Pease, 1872
- Rissoina angeli Espinosa & Ortea, 2002
- Rissoina anguina Finlay, 1926
- Rissoina applanata Melvill, 1893
- Rissoina approxima Petterd, 1884
- Rissoina aspera Faber, 2013
- Rissoina assimilis Jickeli, 1882
- Rissoina atimovatae Faber, 2018
- Rissoina aturensis Cossmann & Peyrot, 1919 †
- Rissoina aupouria Powell, 1937
- Rissoina australis Moore, 1870 †
- Rissoina bacillaris Cossmann, 1899 †
- Rissoina banyungantiensis Reich & Wesselingh, 2014 †
- Rissoina barbara Grabau & S. G. King, 1928
- Rissoina barreti Morlet, 1885 †
- Rissoina basisulcata Faber, 2018
- Rissoina basteroti Schwartz von Mohrenstern, 1860
- Rissoina baxteriana G. Nevill, 1881
- Rissoina bearnensis Cossmann & Peyrot, 1919 †
- Rissoina bertholleti Issel, 1869
- Rissoina bicollaris Schwartz von Mohrenstern, 1860
- Rissoina bikiniensis Ladd, 1966 †
- Rissoina bilinea (Laseron, 1956)
- Rissoina biploca Ascher, 1906 †
- Rissoina bistriata (Grateloup, 1847) †
- Rissoina blanfordiana G. Nevill, 1881
- Rissoina bonneti Cossmann, 1910 †
- Rissoina boucheti Sleurs, 1991
- Rissoina bourneae Ladd, 1966 †
- Rissoina bouryi Cossmann, 1888 †
- Rissoina bouvieri Jousseaume, 1894
- Rissoina brazieri Tenison Woods, 1876
- Rissoina brevicostata Speyer, 1869 †
- Rissoina bronni Mayer, 1864 †
- Rissoina bruguieri (Payraudeau, 1826)
- Rissoina bulimina Olsson & Harbison, 1953 †
- Rissoina bureaui Cossmann, 1919 †
- Rissoina bureri Grabau & S. G. King, 1928
- Rissoina caballeri Faber, 2018
- Rissoina calia Bartsch, 1915
- Rissoina canaliculata Schwartz von Mohrenstern, 1860
- Rissoina cardinalis Brazier, 1877
- Rissoina caribella Weisbord, 1962 †
- Rissoina catholica Melvill & Standen, 1896
- Rissoina cerrosensis Bartsch, 1915
- Rissoina chalossensis Lozouet, 2015 †
- Rissoina chathamensis (Hutton, 1873)
- Rissoina chipolana Dall, 1892 †
- Rissoina cincta Angas, 1867
- Rissoina clarksvillensis Mansfield, 1930 †
- Rissoina clavula (Deshayes, 1825) †
- Rissoina cloezi Morlet, 1885 †
- Rissoina cochlearella (Lamarck, 1804) †
- Rissoina collaxis (Laseron, 1956)
- Rissoina concatenata Tenison Woods, 1877
- Rissoina concinna A. Adams, 1853
- Rissoina conifera (Montagu, 1803)
- Rissoina convexiuscula Cossmann, 1896 †
- Rissoina coronadoensis Bartsch, 1915
- Rissoina coronata Schwartz von Mohrenstern, 1860
- Rissoina costata A. Adams, 1853
- Rissoina costatogranosa Garrett, 1873
- Rissoina costulifera Pease, 1862
- Rissoina crassa Angas, 1871
- Rissoina crenilabris Boettger, 1893
- Rissoina cretacea Tenison Woods, 1878
- Rissoina curtisi E. A. Smith, 1884
- Rissoina debilis Garrett, 1873
- Rissoina debussa Woodring, 1928 †
- Rissoina decapitata (Laseron, 1956)
- Rissoina deformis (Sowerby I, 1833)
- Rissoina delicatissima Raines, 2002
- Rissoina delicatula Preston, 1905
- Rissoina denseplicata Thiele, 1925
- Rissoina deshayesi Schwartz von Mohrenstern, 1860
- Rissoina dimidiata Jickeli, 1882
- Rissoina dina Bartsch, 1915
- Rissoina discreta Deshayes, 1861 †
- Rissoina ditomus Woodring, 1928 †
- Rissoina duclosi Montrouzier, 1866
- Rissoina duplicata (J. de C. Sowerby, 1829) †
- Rissoina durbanensis E. A. Smith, 1906
- Rissoina dux (Laseron, 1956)
- Rissoina dyscrita Faber, 1990
- Rissoina ekkanana Ladd, 1966 †
- Rissoina emiliae Cossmann & Peyrot, 1919 †
- Rissoina emilyae Laws, 1948 †
- Rissoina emnanana Ladd, 1966 †
- Rissoina englerti Rehder, 1980
- Rissoina eulimoides A. Adams, 1854
- Rissoina evanida (Laseron, 1956)
- Rissoina excolpa Bartsch, 1915
- Rissoina exdecussata Sacco, 1895 †
- Rissoina exigua Weinkauff, 1881
- Rissoina fasciata A. Adams, 1853
- Rissoina favilla Bartsch, 1915
- Rissoina ferruginea (Hedley, 1904)
- Rissoina fictor Finlay, 1930
- Rissoina filicostata Preston, 1905
- Rissoina fimbriata Souverbie, 1872
- Rissoina flammea "Pease" Tryon, 1887
- Rissoina flexuosa Gould, 1861
- Rissoina formosa (C.-K. Chang & W.-L. Wu, 2004)
- Rissoina fortis (C. B. Adams, 1852)
- Rissoina fortunata Yokoyama, 1926 †
- Rissoina fragilis Wade, 1926 †
- Rissoina fratercula Sleurs & Preece, 1994
- Rissoina fucosa Finlay, 1930
- Rissoina gaasensis Cossmann, 1921 †
- Rissoina gemma Nagao, 1928 †
- Rissoina gemmea Hedley, 1899
- Rissoina gertrudis Tenison Woods, 1876
- Rissoina gisna Bartsch, 1915
- Rissoina giuntellii Zunino & Pavia, 2009 †
- Rissoina goikulensis Ladd, 1966 †
- Rissoina gotoi (Itoigawa & Nishimoto, 1984) †
- Rissoina gracilis Garrett, 1873
- Rissoina grateloupi (Basterot, 1825) †
- Rissoina greppini de Loriol, 1890 †
- Rissoina guadalupensis A. M. Strong, 1938
- Rissoina guppyi Cossmann, 1921 †
- Rissoina guttulata Faber, 2013
- Rissoina gymna Cossmann, 1885 †
- Rissoina gymnoides Hudleston, 1892 †
- Rissoina hanleyi Schwartz von Mohrenstern, 1860
- Rissoina harryleei Rolán & Fernández-Garcés, 2009
- Rissoina harti Ladd, 1966 †
- Rissoina hartmanni Jordan, 1936
- Rissoina helena Bartsch, 1915
- Rissoina hernandezi Faber & Gori, 2016
- Rissoina heronensis (Laseron, 1956)
- Rissoina herosae Paulmier, 2017
- Rissoina herringi Ladd, 1966 †
- Rissoina hoheneggeri Ascher, 1906 †
- Rissoina honoluluensis R. B. Watson, 1886
- Rissoina houdasi Cossmann, 1892 †
- Rissoina hummelincki De Jong & Coomans, 1988
- Rissoina humpa (C.-K. Chang & W.-L. Wu, 2004)
- Rissoina hyerogliphicula Pantanelli, 1888 †
- Rissoina illustris G. B. Sowerby III, 1894
- Rissoina immersa (Laseron, 1956)
- Rissoina inca (d'Orbigny, 1841)
- Rissoina incerta Souverbie, 1872
- Rissoina indica G. Nevill, 1885
- Rissoina indiscreta Leal & Moore, 1989
- Rissoina indrai Beets, 1941 †
- Rissoina inermis Brazier, 1877
- Rissoina interrupta Credner, 1864 †
- Rissoina io Bartsch, 1915
- Rissoina iredalei Laseron, 1950
- Rissoina irregularis Faber, 2018
- Rissoina isolata (Laseron, 1956)
- Rissoina isosceles Melvill & Standen, 1903
- Rissoina jaffa Cotton, 1952
- Rissoina jeffreysiensis Tomlin, 1931
- Rissoina jickelii Weinkauff, 1881
- Rissoina jirikana Ladd, 1966 †
- Rissoina johnsoni Dall, 1892 †
- Rissoina johnstoni Tenison Woods, 1877 †
- Rissoina jonkeri Koperberg, 1931 †
- Rissoina keenae A. G. Smith & Gordon, 1948
- Rissoina kickarayana Ladd, 1966 †
- Rissoina koruahina Laws, 1940 †
- Rissoina krebsii Mörch, 1876
- Rissoina labrata Briart & Cornet, 1887 †
- Rissoina labrosa Schwartz von Mohrenstern, 1860
- Rissoina lamellosa (Desmoulins, 1836) †
- Rissoina landaui (Harzhauser, 2014) †
- Rissoina lanotensis Lozouet, 2011 †
- Rissoina larochei Finlay, 1930
- Rissoina lata Traub, 1981 †
- Rissoina laurae (de Folin, 1870)
- Rissoina liletae Poppe, Tagaro & Stahlschmidt, 2015
- Rissoina limicola Faber, 2013
- Rissoina linearis (Laseron, 1956)
- Rissoina lintea Hedley & May, 1908
- Rissoina lomaloana Ladd, 1966 †
- Rissoina longispira Sleurs, 1991
- Rissoina longistriata Paulmier, 2017
- Rissoina lutaoi C.-K. Chang & W.-L. Wu, 2004
- Rissoina lyrata Gould, 1861
- Rissoina madagascariensis Faber, 2018
- Rissoina maduparensis Beets, 1986 †
- Rissoina maestratii Faber, 2013
- Rissoina manawatawhia Powell, 1937
- Rissoina mancietensis Cossmann & Peyrot, 1919 †
- Rissoina marshallensis Ladd, 1966 †
- Rissoina mazatlanica Bartsch, 1915
- Rissoina megastoma Schwartz von Mohrenstern, 1860 †
- Rissoina mejilana Ladd, 1966 †
- Rissoina melanelloides F. Baker, Hanna & A. M. Strong, 1930
- Rissoina mercurialis R. B. Watson, 1886
- Rissoina meteoris Gofas, 2007
- Rissoina mexicana Bartsch, 1915
- Rissoina micans A. Adams, 1853
- Rissoina millecostata Garrett, 1873
- Rissoina mirjamae Faber & Gori, 2016
- Rissoina mississippiensis Meyer, 1886 †
- Rissoina modesta Gould, 1861
- Rissoina monilifera G. Nevill, 1885
- Rissoina monilis A. Adams, 1853
- Rissoina montagui Weinkauff, 1881
- Rissoina moravica Hörnes, 1856 †
- Rissoina multicostata (C. B. Adams, 1850)
- Rissoina multistriata Piette, 1855 †
- Rissoina naomiae Masuda, 1966 †
- Rissoina neptis Faber, 2013
- Rissoina nevilliana Weinkauff, 1881
- Rissoina ngatutura Laws, 1940 †
- Rissoina nicaobesa Rolán & Fernández-Garcés, 2010
- Rissoina nielseni (Laseron, 1950)
- Rissoina nigeriensis Adegoke, 1977 †
- Rissoina nitidula Gould, 1861
- Rissoina nivea A. Adams, 1853
- Rissoina nogradensis Csepreghy-Meznerics, 1954 †
- Rissoina notata (Lea, 1833) †
- Rissoina obesa (Grant-Mackie & Chapman-Smith, 1971) †
- Rissoina obtusa Lycett, 1850 †
- Rissoina occulta Yokoyama, 1926 †
- Rissoina oolitensis Faber, 2017 †
- Rissoina opalia Faber, 2013
- Rissoina otohimeae Kosuge, 1965
- Rissoina ovalis (C.-K. Chang & W.-L. Wu, 2004)
- Rissoina pachystoma Melvill, 1896
- Rissoina paludinaeformis (Deshayes, 1861) †
- Rissoina parkeri Olsson & Harbison, 1953
- Rissoina peaseana Weinkauff, 1881
- Rissoina peninsularis Bartsch, 1915
- Rissoina percosticillata Sacco, 1893 †
- Rissoina percrassa G. Nevill & H. Nevill, 1874
- Rissoina perlucida Cossmann, 1899 †
- Rissoina pleistocena Bartsch, 1915 †
- Rissoina plicatilis Deshayes, 1861 †
- Rissoina plicatovaricosa Heilprin, 1879 †
- Rissoina plicatula Gould, 1861
- Rissoina podolica Cossmann, 1921 †
- Rissoina polita (Deshayes, 1825) †
- Rissoina powelli Finlay, 1930
- Rissoina praecida (Laseron, 1956)
- Rissoina pseudobryerea G. Nevill, 1881
- Rissoina pseudodiscreta Oppenheim, 1900 †
- Rissoina pseudoprinceps Weinkauff, 1884
- Rissoina pulchella Brazier, 1877
- Rissoina punctatissima Tate, 1899
- Rissoina puncticulata Deshayes, 1861 †
- Rissoina punctostriata (Talavera, 1975)
- Rissoina puntagordana Weisbord, 1962 †
- Rissoina pusilla (Brocchi, 1814) †
- Rissoina pyramidalis A. Adams, 1853
- Rissoina pyrgus Woodring, 1928 †
- Rissoina quasillus Melvill & Standen, 1896
- Rissoina quasimodo Faber, 2013
- Rissoina raincourti Cossmann, 1885 †
- Rissoina rakhiensis Eames, 1952 †
- Rissoina ramai Beets, 1941 †
- Rissoina registomoides Melvill & Standen, 1903
- Rissoina reticuspiralis Reich & Wesselingh, 2014 †
- Rissoina rhyllensis Gatliff & Gabriel, 1908
- Rissoina rietensis W. H. Turton, 1932
- Rissoina rilebana Ladd, 1966 †
- Rissoina rissoides (Millet, 1865) †
- Rissoina rituola Woodring, 1928 †
- Rissoina robini Paulmier, 2017
- Rissoina royana (Iredale, 1924)
- Rissoina savignyi Jousseaume, 1894
- Rissoina sawanensis Yokoyama, 1926 †
- Rissoina scalarata Cossmann & Peyrot, 1919 †
- Rissoina sceptrumregis Melvill & Standen, 1901
- Rissoina schubelae Sleurs & Preece, 1994
- Rissoina schwartzi Deshayes, 1861 †
- Rissoina scolopax Souverbie, 1877
- Rissoina sculptilis Garrett, 1873
- Rissoina sculpturata Preston, 1908
- Rissoina semari Beets, 1941 †
- Rissoina semidecussata Boettger, 1901 †
- Rissoina semiplicata (Lamarck, 1804) †
- Rissoina semistriata (Lamarck, 1804) †
- Rissoina serana P. J. Fischer, 1921 †
- Rissoina shepstonensis E. A. Smith, 1906
- Rissoina signata Boettger, 1893
- Rissoina simplicissima Thiele, 1925
- Rissoina sismondiana Issel, 1869
- Rissoina smithi Angas, 1867
- Rissoina soror Sleurs, 1994
- Rissoina spiralis Souverbie, 1866
- Rissoina spirata (Sowerby I, 1833)
- Rissoina staadti Cossmann, 1907 †
- Rissoina steinabrunnensis Sacco, 1895 †
- Rissoina stoppanii Issel, 1869
- Rissoina striata Weinzettl, 1910 †
- Rissoina stricta (Menke, 1850)
- Rissoina strigillata Gould, 1861
- Rissoina sturanii Zunino & Pavia, 2009 †
- Rissoina subagathostoma Gougerot & Le Renard, 1978 †
- Rissoina subconcinna Souverbie, 1872
- Rissoina subconoidea (Grateloup, 1847) †
- Rissoina subdebilis Weinkauff, 1881
- Rissoina subfuniculata Weinkauff, 1881
- Rissoina sublaevigata G. Nevill, 1881
- Rissoina submercurialis Yokoyama, 1920 †
- Rissoina subornata Wade, 1926 †
- Rissoina subpusilla d'Orbigny, 1847 †
- Rissoina substriata Zhizhchenko, 1936 †
- Rissoina subulata Lycett, 1863 †
- Rissoina subulina Weinkauff, 1881
- Rissoina subvillica Weinkauff, 1881
- Rissoina sundaica Thiele, 1925
- Rissoina supralaevigata Dall, 1915 †
- Rissoina syrtica Cossmann & Peyrot, 1919 †
- Rissoina tabatai Yokoyama, 1926 †
- Rissoina taiwanica C.-K. Chang & W.-L. Wu, 2004
- Rissoina tateana Tenison Woods, 1876
- Rissoina terebra Garrett, 1873
- Rissoina terebroides E. A. Smith, 1876
- Rissoina tersa Mansfield, 1930 †
- Rissoina thatcheria C.-K. Chang & W.-L. Wu, 2004
- Rissoina tibicen Melvill, 1912
- Rissoina tinela Ludbrook, 1956 †
- Rissoina tongunensis W.-D. Chen, 2008
- Rissoina tornatilis Gould, 1861
- Rissoina torresiana (Laseron, 1956)
- Rissoina toxopleura Tate, 1893
- Rissoina transita (Laseron, 1956)
- Rissoina transversaria Deshayes, 1861 †
- Rissoina triangularis R. B. Watson, 1886
- Rissoina tricarinata Morris & Lycett, 1851 †
- Rissoina trilirata P. J. Fischer, 1921 †
- Rissoina truncata (Laseron, 1956)
- Rissoina tumidula Lycett, 1863 †
- Rissoina tutongensis Harzhauser, Raven & Landau, 2018 †
- Rissoina usitata Laseron, 1950
- Rissoina vanderspoeli De Jong & Coomans, 1988
- Rissoina vangoethemorum Sleurs, 1994
- Rissoina variegata Angas, 1867
- Rissoina vermiformis Cossmann, 1885 †
- Rissoina villica Gould, 1861
- Rissoina vincentiana Cotton, 1952
- Rissoina vitiusculensis Pezant, 1910 †
- Rissoina vittata J. A. Gardner, 1947 †
- Rissoina volaterrana De Stefani, 1875 †
- Rissoina walkeri E. A. Smith, 1893
- Rissoina waluensis Ladd, 1966 †
- Rissoina weinkauffiana G. Nevill, 1881
- Rissoina witchelli Lycett, 1863 †
- Rissoina woodmasoniana G. Nevill, 1885
- Rissoina zboroviensis Friedberg, 1914 †
- Rissoina zeltnerioides Yokoyama, 1920 †
- Rissoina zonata Suter, 1909
- Rissoina zonula Melvill & Standen, 1896

### Taxon inquirendum
- Rissoina acuminata Müller †
- Rissoina bureana (G. B. Sowerby II, 1877)
- Rissoina buriasensis Sowerby
- Rissoina dimorpha Gougerot, 1968 †
- Rissoina elongata (Grateloup, 1847) †
- Rissoina exilis W. H. Turton, 1932
- Rissoina exornata (Briart & Cornet, 1873) †
- Rissoina florentinae (Briart & Cornet, 1873) †
- Rissoina floridana Mörch, 1877
- Rissoina funiculata Souverbie, 1866
- Rissoina incerta d'Orbigny, 1842 †
- Rissoina laevis (J. de C. Sowerby, 1829) †
- Rissoina loueli Deshayes in Hoernes, 1856 †
- Rissoina morleti De Raincourt †
- Rissoina obeliscus Schwartz von Mohrenstern, 1860
- Rissoina plicata A. Adams, 1853
- Rissoina scalariana A. Adams, 1853
- Rissoina subcancellata (Grateloup, 1847) †

### Nomen dubium
- Rissoina balteata Pease, 1869
- Rissoina costulata Dunker, 1860
- Rissoina distans (Anton, 1838)
- Rissoina erythraea Philippi, 1851
- Rissoina grandis Philippi, 1847

### Nomen nudum
- Rissoina cerithiopsis Pease, 1862
- Rissoina mainwaringiana G. Nevill, 1885 (nomen nudum)
- Rissoina profunda Chapman & Gabriel, sensu Cotton, 1952 †
- Rissoina subnodicincta "Nevill" Subba Rao & Dey, 2000
- Rissoina sulzeriana "Risso" Subba Rao & Dey, 2000